# Eros Banket
Eros Banket (21 oktober 1987) is een Surinaams fotograaf, filmmaker en songwriter. Hij won de prijs voor de beste videoclip bij het door hem geschreven lied So kele kele voor SuriPop XX.  

## Biografie
Eros Banket is opgegroeid in Ephraimszegen in Paramaribo. Hij houdt van jong af van fotografie en maakte van zijn hobby zijn beroep. Als fotograaf pakt hij geregeld projecten op zoals tijdens Carifesta XI in 2013, toen dit cultuurfestival in Suriname werd gehouden. In 2018 slaagde hij als Certified Accounting Technician (CAT) aan het Suriname College of Accountancy.
Tijdens zijn jeugd ontwikkelde hij een voorliefde voor liedjes schrijven. Gospelzangeres Nicole Mackintosh bracht rond 2017 het door hem geschreven lied Adjen uit.
In 2017 deed hij mee aan de voorrondes van SuriPop en tegen zijn verwachting in werd zijn lied bij de laatste twaalf gekozen uit 76 inzendingen. Zijn lied werd tijdens SuriPop XX in 2018 gezongen door Zipporra Windzak en gearrangeerd door Joël Pinas. De titel So kele kele heeft in het Aukaans betekenissen als schoonheid. In de finale belandde zijn compositie weliswaar niet in de prijzen, maar wel zijn videoclip, die werd gekozen tot beste van het festival dat jaar. Hij schreef daar zelf het script voor en de opnames en montages zijn gedaan door Tony Choy. Omdat SuriPop een componistenfestival is, ging de onderscheiding naar hem.